# Moritz Vierboom

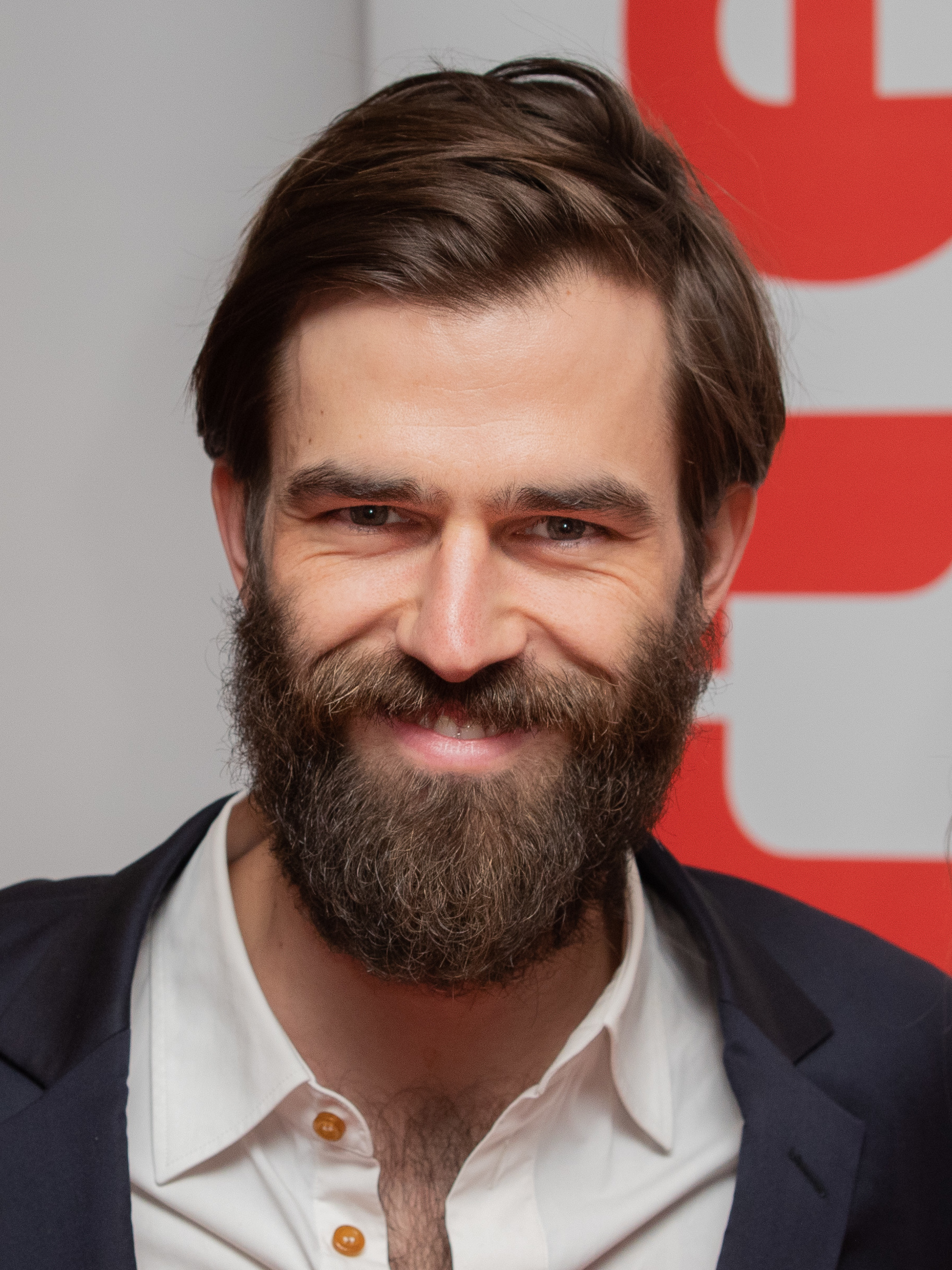
Moritz Vierboom (2019)

Moritz Vierboom (* 14. Februar 1983) ist ein niederländischer Schauspieler. Er tritt im deutschsprachigen Raum hauptsächlich als Bühnenschauspieler auf.

## Leben
Vierboom absolvierte seine Schauspielausbildung von 2003 bis 2007 am Max Reinhardt Seminar in Wien. Rollenunterricht erhielt er dort bei Susanne Ganzer und Michael König. Bereits während seiner Ausbildung übernahm er einige Theaterrollen. 2004 spielte er den Lysander in Shakespeares Komödie Ein Sommernachtstraum bei einer Inszenierung in Altaussee unter der Regie von Klaus Maria Brandauer. Außerdem wirkte er in Inszenierungen des Max-Reinhardt-Seminars im Schlosstheater Schönbrunn mit. 2006 gastierte er bei den Wiener Festwochen in 5000 Liebesbriefe  (Regie: Barbara Pulli/Mats Staub). Im Kurhaus Semmering spielte er 2007 den Architekten Walter Gropius in Joshua Sobols Theaterstück Alma unter der Regie von Paulus Manker.
Direkt nach seinem Abschluss wurde er mit einem Anfängervertrag ans Wiener Burgtheater engagiert, wo er bis einschließlich der Spielzeit 2011/12 festes Ensemblemitglied war. Dort spielte er u. a. unter der Regie von Luc Bondy, Falk Richter, Franz Wittenbrink und Stefan Pucher. Zu seinen Rollen am Burgtheater gehörten u. a. König von Frankreich/Ritter aus Lears Gefolge/Ritter aus Cordelias Gefolge in König Lear (Spielzeit 2006/07 und Spielzeit 2007/08; Regie: Luc Bondy), Rodolfo in Das Leben der Bohème nach Aki Kaurismäkis Film (Spielzeit 2007/08; Regie: Philip Jenkins), Proculeius/Thidias in Antonius und Cleopatra (Spielzeit 2009/10; Regie: Stefan Pucher), Der Bursche (Der Arbeiter)/Detektiv in Die heilige Johanna der Schlachthöfe (Spielzeit 2010/11; Regie: Michael Thalheimer) und Pierre Besuchow in Krieg und Frieden (Spielzeit 2011/12; Regie: Matthias Hartmann).
In der Spielzeit 2012/13 trat er am Theater „Garage X Theater Petersplatz“ in der österreichischen Erstaufführung der Bühnenfassung von Andrej Tarkowskijs Das Opfer als Arzt Viktor auf. In der Spielzeit 2012/13 war er für einen Teil der Spielzeit als Gast am Landestheater Niederösterreich engagiert. Dort spielte er die Rolle des Don John/Don Juan in Viel Lärm um nichts in einer Inszenierung von Roland Koch und den Jason in Mamma Medea von Tom Lanoye. In der Saison 2013/14 spielte er am Landestheater Niederösterreich den Sohn Andor in Meine Mutter, Kleopatra von Attila Bartis an der Seite von Julia von Sell. 2014 spielte er als Gast am Wiener Burgtheater wieder den Pierre Besuchow in Krieg und Frieden. In der Spielzeit 2015/16 übernimmt Vierboom am Landestheater Niederösterreich ab Ende November 2015 als Gast die Rolle des Anton Hofmiller in einer Bühnenfassung von Stefan Zweigs Roman Ungeduld des Herzens. Im Jänner 2016 gastierte er mit dieser Produktion am Stadttheater Baden bei Wien.
In den letzten Jahren übernahm Vierboom auch einige Rollen für Film und Fernsehen; Schwerpunkt seiner künstlerischen Tätigkeit ist jedoch weiterhin die Theaterarbeit. In dem Fernsehfilm Marie Brand und die offene Rechnung (2013) hatte er eine Nebenrolle. In dem Fernsehfilm Besondere Schwere der Schuld (2014) von Kaspar Heidelbach spielte er neben Hanno Koffler und Moritz Heidelbach die Rolle von Rudi, einem der drei Polizisten, die den entlassenen Straftäter Joseph Komalschek (Götz George) überwachen. Im Kölner Tatort: Bausünden (Erstausstrahlung: Januar 2018) spielte er, wieder mit Moritz Heidelbach als Partner, den Architekten Kastner, der an einem Bauprojekt in Katar arbeitet.
In der Inga-Lindström-Verfilmung Auf der Suche nach dir, die im März 2019 im Rahmen der „ZDF-Herzkino“-Reihe erstausgestrahlt wurde, verkörperte Vierboom als liebevoller Vater und Campingplatz-Betreiber auf Öland seine erste große Fernsehhauptrolle in einer „Mainstream“-Produktion.
Als Sprecher war Vierboom u. a. für den ORF, für Deutschlandradio Kultur, für Produktionen des Wiener Gleichzeit Verlags und in der Synchronisation tätig. Vierboom lebt in Köln und Wien.
Gemeinsam mit den Schauspielerinnen Miriam Stein und Pheline Roggan sowie der Regisseurin Laura Fischer formulierte Vierboom im Jahr 2020 eine aus 13 Punkten bestehende Idealvorstellung vom „Grünen Drehen“, deren Umsetzung einen Beitrag gegen die Klimakrise leisten soll. Mehr als 100 Schauspielerinnen unterzeichneten daraufhin den Aufruf. Wissenschaftlich begleitet wurde der Aufruf durch den Klimawissenschaftler Dirk Notz.
Im Wahlkampf zur Bundestagswahl 2021 arbeitete er als persönlicher Kameratrainer für die Grünen-Kanzlerkandidatin Annalena Baerbock.

## Filmografie (Auswahl)
- 2009: Unter Wasser (Kurzfilm)
- 2012: Spitzendeckchen (Kurzfilm)
- 2013: Marie Brand und die offene Rechnung (Fernsehreihe)
- 2014: Besondere Schwere der Schuld (Fernsehfilm)
- 2018: Tatort: Bausünden (Fernsehreihe)
- 2019: Inga Lindström – Auf der Suche nach dir (Fernsehreihe)
- 2019: Das Institut – Oase des Scheiterns (Fernsehreihe)
- 2021: SOKO Potsdam: Smoke on the water (Fernsehserie, eine Folge)
- 2022: Tatort: Kehraus (Fernsehreihe)
- 2024: Überväter (Fernsehfilm)
- 2024: Jenseits der Spree: Dunkelfeld (1) (Fernsehserie, eine Folge)